# Tiny van Asselt
Christina (Tiny) Sophia van Asselt, ook Tiny van der Slikke-van Asselt (Baarn, 26 april 1926 – Drachten, 1 februari 2021) was een Nederlandse illustrator, schilder en tekenaar.
Op advies van de Soester illustrator Isings ging ze niet naar de kunstacademie maar naar de kunstnijverheidsschool. Op zijn voorspraak werd ze in 1953 toegelaten op het Instituut voor Kunstnijverheidsonderwijs in Amsterdam, de voorloper van de huidige Rietveldacademie. Het eerste jaar werd ze op die school dan ook steeds 'het meisje van Isings' genoemd. Ze volgde de opleiding illustratie, een zuiver grafische opleiding met de nadruk op grafische technieken, kunstgeschiedenis en tekenen. Het was een avondstudie. Overdag werkte ze als secretaresse bij het Nederlands Bijbelgenootschap om de kost te verdienen. Tot haar leermeesters behoorden Lex Metz en Ap Sok. Vast onderdeel van het lesprogramma vormden de wekelijkse modeltekenlessen. Een van de modellen was Truus Trompert.

## Illustratrice
Nog voordat zij haar studie had afgerond kreeg zij haar eerste opdracht van uitgeverij Ploegsma. Later volgden opdrachten van uitgeverijen als Kok uit Kampen, Heutink uit Wierden en Uitgeverij Callenbach uit Nijkerk. Jarenlang zou ze voor Callenbach tekenen.
Tiny van Asselt werkte veel met zwart krijt, pastel en aquarel. Onderwerp waren mensen en kinderen in het bijzonder. Vaak maakte ze illustraties voor boeken van Uitgeverij Callenbach uit Nijkerk. Ook tekende Tiny van Asselt onder meer voor tijdschriften als Diakonia, Hervormd Nederland en het jeugdblad Kriskras.
Na haar huwelijk verhuisde ze naar Drachten en bleef naast het gezin tekenopdrachten maken. Toen de kinderen groter waren stortte Van Asselt zich op het vrije werk. Dat er geen keurslijf meer was waarbij verhalen de tekeningen bepaalden, werkte voor haar letterlijk bevrijdend. Haar werk stond in het teken van weglaten. ‘Zeg meer met minder’ was haar adagium. 

## Vrij werk
Voor haar vrije werk gebruikte ze verschillende technieken en materialen. Vaak Siberisch en rood krijt, potlood en viltstift, maar ook aquarel en Oost-Indische inkt. ‘Mensen, altijd heb ik mensen getekend. Gebouwen zeggen me niets en dieren kan ik niet eens tekenen. Mensen, dat is het mooiste,’ zei ze in een interview.
Ze was lid van de vereniging Prisma '88. Van 1984 tot 1992 was ze lid van de Fryske Kultuerried, in 1992 liet ze zich inschrijven bij de belangenorganisatie Stichting Beeldrecht. In 1986 kwam de eerste tentoonstelling met haar vroege en nieuwe tekeningen. Tot 1997 zouden exposities volgen in de eigen regio, maar ook in schouwburg Orpheus in Apeldoorn, de Jaarbeurs in Utrecht en Pulchri Studio in Den Haag.
In 1999 gaf Museum Smallingerland de bundel ‘Passanten’ uit met met een keus uit haar vrije werk. Naast beelden van de gang van de mens door het leven bevatte het spelende en opgroeiende kinderen, werklieden, vluchtelingen, clowns, musici, dansers en demente bejaarden.

## Geïllustreerde boeken (selectie)
- Het boek van Dietje Jansen - Anne de Vries (1997)
- Bas wint een prijs - Vrouwke Klapwijk (1996)
- Onno en Marleen op vakantie - Piet Meinema (1995)
- Het boek van Jan Willem - Anne de Vries (1994)
- Onno en Marleen en de onderduikers - Piet Meinema (1993)
- Piet en Pita - Gré Polhuys-van Winden (1992)
- Jan waar is je prikpen - Hans Werkman (1991)
- De beer is zoek - Corrie Blei-Strijbos (1990)
- Twee kaarsjes - W.P. Balkenende (1988)
- Soms gaat het toch anders - C.M. van den Berg-Akkerman (1987)
- Renate, Rimke en de hond - W.P. Balkenende (1986)
- Bram en Mieke - W.P. Balkenende (1985)
- Neline en haar kanarie - Rik Valkenburg (1984)
- De duiventoren - C.M. van den Berg-Akkerman (1983)
- Blinde Japie - Lydia van Aalst (1982)
- De witte en de zwarte - Corrie Blei-Strijbos (1981)
- Maud en rik en de bof - Coby Bos (1980)
- Frans en zijn fiets - Piet Meinema (1979)
- Op de grote heide - Anne de Vries (1978)
- Dappere Remi - Lydia van Aalst (1977)
- Frits en Tineke - Jeannette van Luipen-Bronwasser (1976)
- Jan krijgt een witte arm - Hans Werkman (1975)
- Een fijne dag - H. Wolthers-Klomp (1974)
- Kobus in het winterbos - Dieuwke Winsemius (1973)
- Steffie uit Tirol - - C.M. van den Berg-Akkerman (1972)
- Kinderen aan de waterweg - Corrie Blei-Strijbos (1971)
- Henk en zijn vriend - R. Bartels (1970)
- Nienke, wat doe je voor een ander? - Dieuwke Winsemius (1969)
- Es war einmal... - Tjits Veenstra (1969)
- Wip wap wolletje (omslag) - Inge Lievaart en Sander van Marion (1968)
- Blijf van dat hert af - Corrie Blei-Strijbos (1967)
- Poesje mauw - Betty Bakker (1966)
- Onschuldig verdacht - Co van der Steen-Pijpers (1965)
- Vleugels te koop - Lenie Stafleu-Kruikemeie (1964)
- Kerstfeest in de stad - C.M. van den Berg-Akkerman (1963)
- De tweeling van de vinkensteeg - M.A.M. Renes-Boldingh (1961)
- De rivier spookt - M.C. Capelle (1961)
- Janneke en de witte pauw - Bea Lintijn (1960)
- Zon achter de wolken - Jeanne Marie (1959)
- Passanten - Harry Boiten

## Exposities
- 1986 - It Bleekershûs, Drachten
- 1989 - Cultureel Centrum Orpheus, Apeldoorn
- 1991 - De Lawei, Drachten

- Digitale Bibliotheek voor de Nederlandse Letteren: asse081
- Library of Congress Control Number: n94090547
- Nederlandse Thesaurus van Auteursnamen: 069009902
- RKD-Nederlands Instituut voor Kunstgeschiedenis: 2765
- Union List of Artist Names: 500599023
- Virtual International Authority File: 291770952